# Aspid
Aspid или IFR Automotive, S.L. — испанский автопроизводитель, основанный в 2003 году Игнасио Фернандесом Родригесом.

## Описание
Компания Aspid базируется в Реусе, неподалёку от Таррагоны, Каталония. Название компании происходит от вида змей (víbora áspid), обитающих в Каталонии.

### IFR Aspid
IFR Aspid (он же Aspid SS) — двухместный автомобиль в стиле Super Seven массой 740 кг. Он оснащался четырёхцилиндровыми двигателями Honda мощностью 270—404 л. с. Разгон до 100 км/ч составляет менее 3 секунд.

### Aspid GT-21
Aspid GT-21 был представлен в июле 2012 года.